# Epithema taiwanense
Epithema taiwanense är en tvåhjärtbladig växtart som beskrevs av Shao Shun Ying. Epithema taiwanense ingår i släktet Epithema och familjen Gesneriaceae.

## Underarter
Arten delas in i följande underarter:
- E. t. fasciculatum
- E. t. taiwanense